# 大正親睦会
大正親睦会（たいしょうしんぼくかい）とは、日本統治時代の朝鮮における親日団体である。1916年11月に設立され、京城府の明月館内を所在地としていた。

## 役員・会員
1921年時点。
- 会長 李尹用 (元会長 趙重應)
- 副会長 趙鎮泰
- 専任理事 芮宗錫
- 理事 劉海鍾 他8名
- 評議長 韓相龍
- 会員250名(他に評議員20名)

## 活動
下記の事項を研究していた。
1. 国家慶節に関する件、京城繁栄に関する件
2. 経済及び勤倹貯蓄及び殖産興業に関する件
3. 法令周知、納税義務、衛生勤行に関する件
4. 礼儀秩序、公私道徳に関する件
5. 風俗矯正及び内鮮人融合一致に関する件
6. その他社交上必要なる事項

また、満州の大飢饉において、寄付金を募集し在満朝鮮人の救済事業を行っていた。